# 古野電気
古野電気株式会社（ふるのでんき）は、兵庫県西宮市に本社を置く船舶をはじめとした電機メーカー。総合舶用電子機器（マリンエレクトロニクス）メーカーとして世界シェアの15 %を占める世界最大手企業である。

## 沿革
- 1938年（昭和13年） - 長崎県南高来郡口之津町（現・南島原市）で古野電気商会を創業。漁船などの電気工事やラジオの修理などを手がける。
- 1948年（昭和23年） - 世界で初めて魚群探知機の実用化に成功[2][3][4]。長崎市に合資会社古野電気工業所を設立し、魚群探知機の製造販売を開始。
- 1952年（昭和27年） - 漁業用無線機を開発。
- 1955年（昭和30年） - 古野電気株式会社を設立。
- 1961年（昭和36年） - ネットゾンデを開発（世界初）。
- 1964年（昭和39年） - 本社を長崎市から兵庫県西宮市に移転。
- 1965年（昭和40年） - ネットレコーダーを開発（世界初）。
- 1972年（昭和47年） - NMEA（全米舶用電子機器協会）最優秀メーカー賞を受賞。日本初のドップラソナーを開発。
- 1977年（昭和52年） - 日本初の1本ペン式小型ファクシミリを開発。
- 1982年（昭和57年） - 大証2部に株式上場。
- 1984年（昭和59年） - 大証1部に指定替え。
- 1986年（昭和61年） - 世界初の海鳥探知機を開発。
- 1987年（昭和62年） - 世界初のビデオロランを開発。
- 2013年（平成25年） - 大証と東証との現物株市場統合に伴い、東証1部に指定替え。
- 2017年（平成29年） - 三菱重工グループの三菱重工メカトロシステムズ（現・三菱重工機械システム）より国内ETC車載器の製造・販売事業を譲受。
- 2020年（令和2年）- B.LEAGUE所属のプロバスケットボールチーム・西宮ストークスとオフィシャルメインパートナー契約を締結。
- 2021年（令和3年）- 毎年12月3日を「魚群探知機の日」と制定。日付は同社の前身となる合資会社古野電気工業所が設立され、魚群探知機の製造・販売を開始した1948年12月3日から[5]。
- 2023年（令和5年）- 西宮ストークスとのプリンシパルパートナー契約を終了。
- 2024年（令和6年）- 古野電気が世界で初めて商用化した魚群探知機が、国際学会IEEEから「IEEE Milestone」に認定

## 主な製品
- 魚群探知機

同社が港町の一電気店から、船舶機器のトップメーカーに成長した要因として世界初の魚群探知機の開発が挙げられる。創業者である古野清孝、清賢兄弟による魚群探知機の開発物語はNHK『プロジェクトX〜挑戦者たち〜』「兄弟10人 海の革命劇」（2001年7月3日放送）で取り上げられた。
- レーダー
- ソナー
- 潮流計
- オートパイロット
- 船速計
- 無線機器
- GPS/GNSSチップ&モジュール
- ETC2.0/ETC車載器
- 生化学自動分析装置
- 超音波骨密度測定装置
- GPSマーカー「Dog Navi（ドッグナビ）」
- 沿岸モニタリングシステム
- 気象観測システム
- 地盤変位観測システム

## 所在地
- 本社 兵庫県西宮市芦原町9-52
- 三木工場 兵庫県三木市別所町巴1

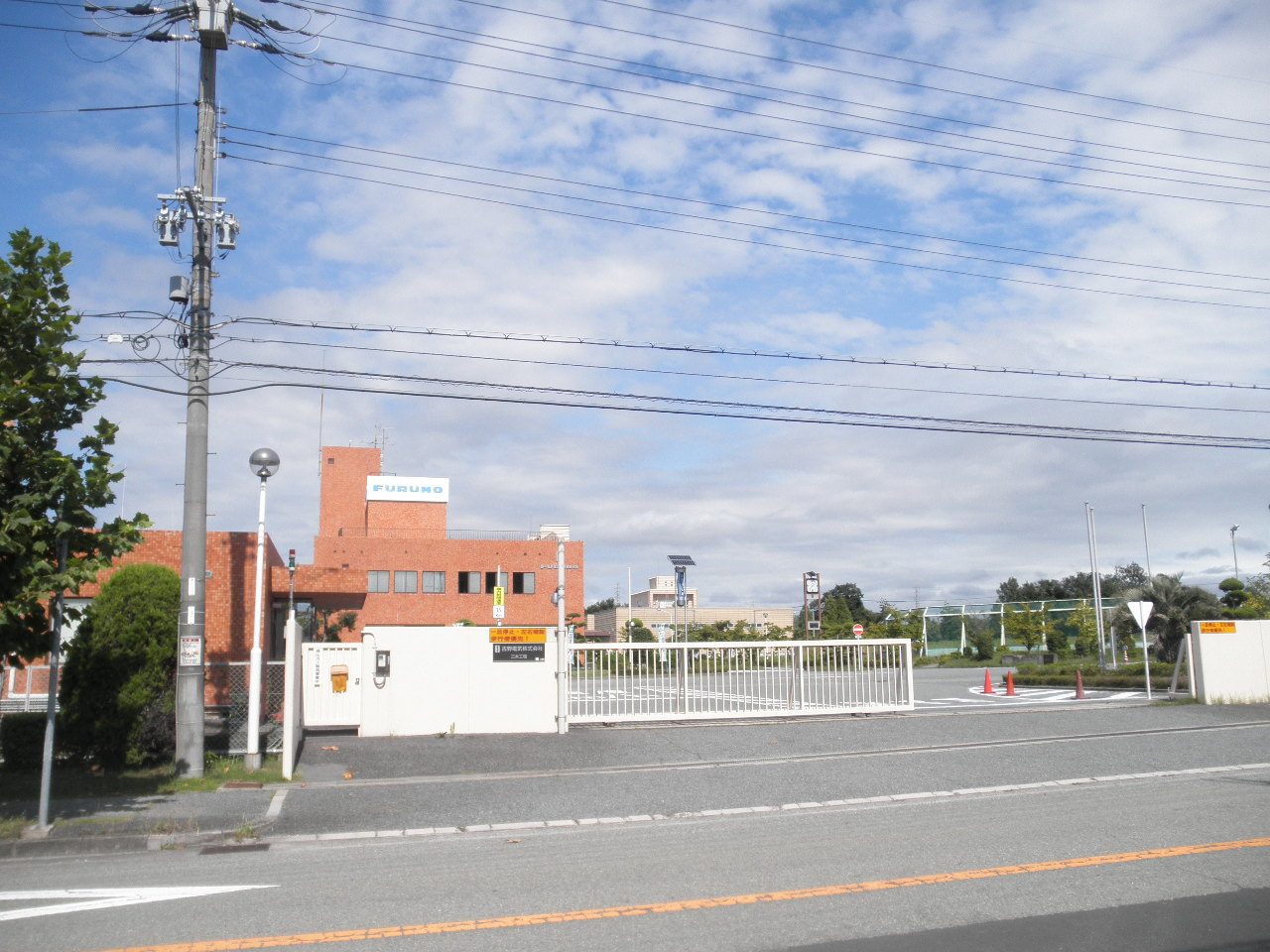
三木工場

- 東京支社・東京支店・関東支店 東京都千代田区神田和泉町2-6
- 支店 北海道（札幌市）・東北（八戸市）・広島（広島市）
- 営業所 釧路市・石巻市・銚子市・焼津市・今治市

## 国内関係会社
- フルノ関西販売株式会社
- フルノ九州販売株式会社
- 協立電波サービス株式会社
- 株式会社フルノシステムズ
- フルノライフベスト株式会社
- フルノソフテック株式会社
- ラボテック・インターナショナル株式会社